# Paper Walls
Albums de Yellowcard
Lights and Sounds
(2006)
Paper Walls est le sixième album de Yellowcard, sorti le 17 juillet 2007.